# カマロッツ
カマロッツ（camalotz）とはマヤ神話「ポポル・ヴフ」または国民議会の書 キケで言及されたグアテマラ キチェ族インディアンの神話において登場する神か鳥悪魔。 
原初、神々は自分達を崇め、養い、糧を用意するものを求め、木で人形を造った。だがその木の人形は魂や知恵を持たない失敗作だった。神々は失望し木の人形達を滅ぼすことにした。樹脂が夥しく降り注ぎ、天の心によって大洪水が引き起こされた。そしてシェコトコヴァッチ、カマロッツ、コッツバラム、トゥクムバラムが現れた。カマロッツは木の人形達の頭を切り落とした。  